# 锦龟
锦龟（学名：Chrysemys picta）是泽龟科锦龟属的其中一种，也可稱為油彩龜，生活在流速慢的淡水中，分布范围从加拿大南部到美国路易斯安那州和墨西哥北部，另外在大西洋和太平洋也有分布。化石表明锦龟早在1500万年前就已存在，由以区域划分的四个亚种（东部、中部、南部和西部锦龟）在末次冰期期间进化而来。成年雌性锦龟体长约10至25厘米（4至10英寸），重约300至500克（11至18盎司），而雄龟体型则相对较小。龟壳平滑，椭圆形、平底。皮肤呈橄榄色至黑色，四肢和头部有红、橙、黄条纹。
锦龟以水生植被、水藻和其他小型水生物（如昆虫、甲壳类和鱼类动物）为食。虽然锦龟经常在孵化时或孵化后不久被啮齿目、犬科、蛇亚目动物吃掉，但成年龟的硬壳能抵御大部分的食肉动物，除了短吻鳄和浣熊。
锦龟依赖来自周围环境的热量，所以只在日间活动，形式主要是晒太阳。锦龟在冬季进入冬眠，地点通常在有泥的河底。锦龟在春季和秋季交配，在晚春至盛夏期间雌锦龟就会在地上挖巢并产卵；孵出的锦龟到性成熟一般要2至9年，而雌龟则要6至16年。野生锦龟可以活超过55年。
锦龟在阿尔冈琴部落的传说中扮演骗子的角色。尽管动物诱捕受到越来越多的限制，但锦龟还是美国第二受欢迎的宠物龟。虽然栖息地破坏和公路致死导致锦龟的数量减少，但它能适应人为干扰的环境，使它成为北美数量最多的龟种。目前锦龟只在美国俄勒冈州和加拿大不列颠哥伦比亚省两个地区处于分布区被侵蚀的危险。美国有四个州将锦龟列为它们的代表性爬行动物。

## 种类

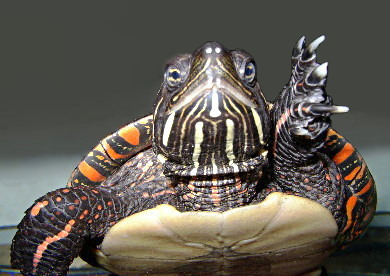
锦龟的黄色条纹、人中和蹼足

锦龟的外壳为椭圆形，长10至25厘米（4至10英寸）表明平滑且底部平坦。甲壳的颜色为橄榄色到黑色，以便融入周围环境。腹甲为黄色，有的为红色，也有的在中间有黑色的标记。锦龟皮肤的颜色跟甲壳的接近，为橄榄色到黑色，而在它的颈部、腿部和尾巴则还有红色和黄色条纹。和其他水龟（如牟氏龟）一样，龟的足都是蹼足，用来辅助游泳。
锦龟的头与众不同，其中面部只有黄色条纹，每只眼睛后面有一个大的黄点和大的黄条纹，下巴上的两条宽的黄色条纹在嘴尖的地方汇合。锦龟的嘴的上部为倒“V”形（人中），两边有朝下的齿状凸出物。
刚孵出的锦龟头、眼、尾较小，而外壳比成年龟更圆。成年母龟的体型通常比公龟的长，分别长10至25厘米（4至10英寸）、7至15厘米（3至6英寸）。同一长度的龟，母龟的上壳要比公龟的更高更圆。母龟更大的体型以便其产卵。相对于母龟，公龟的前爪更长，尾巴则更长更粗，而肛门（泄殖腔）距离尾巴则更远。

### 亚种
虽然亚种之间可以杂交（间渡），特别是在各自活动范围边界的地方，但它们还是可以区分出来的。
- 雄性东部锦龟（C. p. picta）体长13至17厘米（5至7英寸），而雌龟的体长则为14至17厘米（6至7英寸）。上壳颜色为橄榄绿至黑色，有时在中间也会出现一条灰白色条纹，在外围有红色标记。龟的上壳有灰白色边，贯穿整个背部，直排排列，不像其他北美龟（包括同种的其他三个亚种）的间隔排列[21]；而底壳平坦、为黄色，带少量斑纹[22]。
- 中部锦龟（C. p. marginata）体长10至25厘米（4至10英寸）[23]。四个亚种之中，中部锦龟是最难区分的[21]。它的底壳中间有独特的对称阴影，每只龟的阴影大小和明显程度都不一样[24]。
- 南部锦龟（C. p. dorsalis）是四个亚种中体型最细小的，体长10至14厘米（4至6英寸）[25]。上壳有一条突出的红色条纹[21]，底壳为棕褐色，上面没有或几乎没有斑纹[26]。
- 西部锦龟（C. p. bellii）是四个亚种中体型最大的，体长能达25（9.8英寸）[27]。上壳有浅色线围成的网状图案[28]。它的底壳有一大块延伸至边缘（比中部锦龟延伸得更远）的彩斑并经常为红色色调的[28]。

| 东部锦龟 C. p. picta | 中部锦龟 C. p. marginata | 南部锦龟 C. p. dorsalis | 西部锦龟 C. p. bellii |
| -------------------- | ------------------------ | ----------------------- | --------------------- |
| 东部锦龟             | 中部锦龟                 | 南部锦龟                | 西部锦龟              |
| 东部锦龟的橙黄底壳   | 中部锦龟的底壳           | 南部锦龟的底壳          | 西部锦龟              |

## 分布

### 范围
锦龟是北美唯一一种从大西洋往西到太平洋都有其原产地的龟，原产于加拿大十个省份中的八个、美国45%至50%的地方和墨西哥三十一洲的其中一个。在美国东海岸，从加拿大滨海诸省往南直到美国佐治亚州都有锦龟分布，而在西海岸，锦龟分布的范围包括加拿大的不列颠哥伦比亚省及其离岸的温哥华岛的东南面、美国的华盛顿州和俄勒冈州。位于在美国最北面的龟，其范围也涵盖加拿大南部大部分地方。至于南面，分布的范围到达墨西哥湾沿岸的路易斯安那州和亚拉巴马州。在美国西南面，锦龟的分布较为分散，只出现在墨西哥最北面的一条河流中，而在弗吉尼亚州西南面及其邻近的洲（包括亚拉巴马州中北部）就不见其踪迹。
-{zh;zh-hans;zh-hant;zh-cn;zh-hk;zh-sg;zh-tw|-{zh:
;zh-hans:
;zh-hant:
;zh-cn:
;zh-hk:
;zh-sg:
;zh-tw:
;}-}-
亚种之间的分界不明显是因为亚种之间会出现杂交。也有很多研究在边界的地方进行，方法通常是对比杂交后代的解剖学特性
。尽管分布图有不精确的地方，但各亚种的范围还是按照各学者标称的范围进行绘制。

#### 东部锦龟
东部锦龟分布于加拿大东南部至美国佐治亚州，阿帕拉契山脉以东的地方，而其中位于分布区最北的锦龟往往被局限在靠近大西洋的较温暖地带活动。在美国，东部锦龟在新罕布什尔州最北的地方则不常见，而在缅恩州也只见于离海岸线50英里内一带区域。在加拿大，东部锦龟分布在新不伦瑞克省和新斯科舍省，魁北克省和爱德华王子岛则没有分布。在美国南部的南、北卡罗来纳州的沿海低地、佐治亚州南部和整个佛罗里达州也没有分布。

## 生态学

### 食物

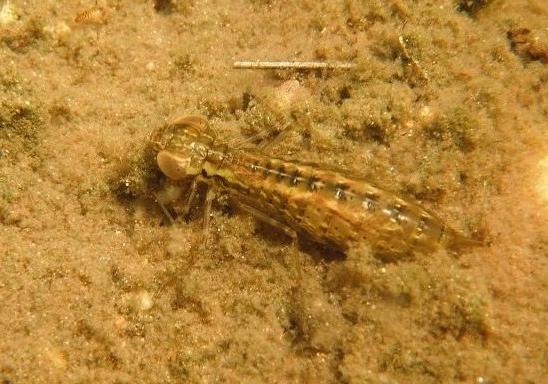
蜻蜓幼虫是南部锦龟首选的食物

锦龟通常沿着水底寻找食物。它能迅速将头伸入到植被中，将藏在里面的小动物弄到开阔的水域中，然后再追逐并觅食。对于较大型的被捕食者，首先会含在嘴巴，然后用前足撕碎。锦龟也吃植物，也会打开嘴巴掠过水面以捕捉小颗粒的食物。
虽然所有锦龟亚种都以动植物为食，不论是死的还是是活的，但是他们的倾向喜好则各有不同。
- 东部锦龟的饮食习惯研究得最少，它喜欢在水中觅食，但也被发现在陆地上觅食，它吃的鱼通常不是死的就是受伤的[40]。
- 中部锦龟主要吃水生昆虫、维管束植物和无维管束植物[41]。
- 南部锦龟的饮食习惯随年龄变化。植物占未成年龟的饮食的13%，而占成年龟的88%。这也许能说明未成年龟更喜欢肉，但只能通过吃幼虫之类的东西获取所需量[42]。和锦龟有共同栖息地的拟地图龟也有相似的跟年龄成负相关的摄食习性。成年南部锦龟最常吃的植物有浮萍和水藻，而最常吃的动物有蜻蜓幼虫和淡水龙虾[43]。
- 西部锦龟的饮食习惯则随季节变化。夏初，日常饮食中昆虫占60%，夏末，植物占55%[44]。值得注意的是，西部锦龟也吃很多香睡莲的种子；龟把硬壳的种子吃掉后，排出的种子还保持活力，因此种子就因为龟散播到了异地[44]。

### 捕食者

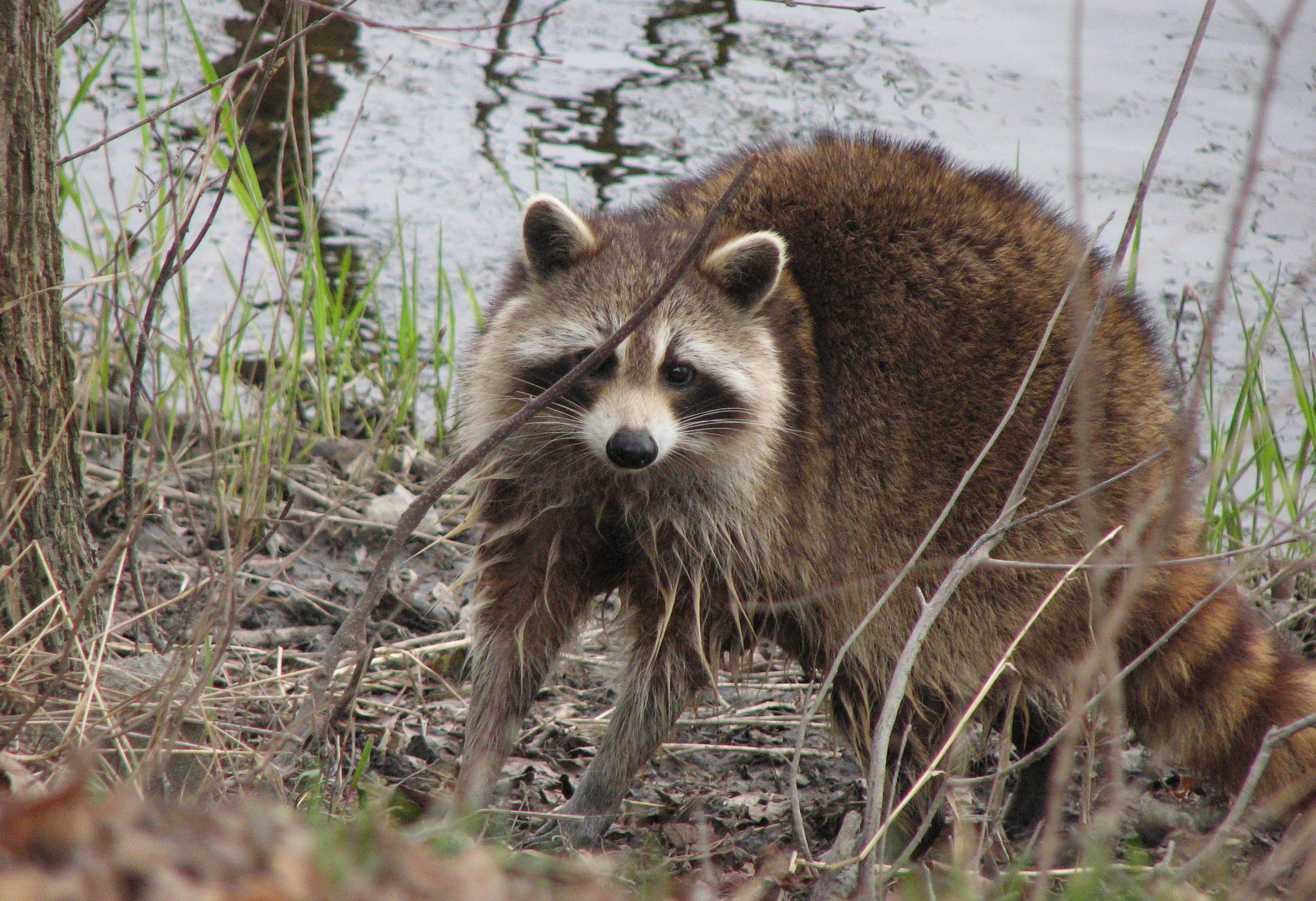
浣熊捕食锦龟

对捕食者而言，年幼的锦龟最脆弱。束带蛇、乌鸦、花粟鼠、多纹黄鼠、灰松鼠、臭鼬、土拨鼠、浣熊、獾、灰狐、红狐和人类经常搜索锦龟的巢穴和并把龟蛋吃光。而体型小的（通常是捕食者嘴巴大小的）、刚出生不久的龟则被隐角椿象下目昆虫、鲈鱼、鲇鱼、牛蛙、鱷龟、三类蛇（蝮蛇、游蛇、水蛇）、苍鹭、稻鼠、鼬鼠、麝鼠、水貂和浣熊吃掉。成年龟的外壳坚硬，能起到保护作用，免遭大部分捕食者的捕食，但也会偶尔避不过短吻鳄、鹗、乌鸦、红肩鹰、白头海雕和浣熊的捕食。锦龟通过踢、抓、咬、撒尿进行防卫。与陆龟不同的是，如果锦龟被翻转，四脚朝天，它们能将自己翻正。